# Спроба державного перевороту в Іспанії (1981)
Спроба державного перевороту в Іспанії 1981 року (ісп. Intento de Golpe de Estado de España de 1981), відомий в Іспанії під нумеронімом 23-F і також відомий як Техерасо, був спробою державного перевороту або путчу в Іспанії 23 лютого 1981 року. Підполковник Антоніо Техеро привів 200 озброєних офіцерів Цивільної гвардії до Конгресу депутатів під час голосування з обрання президента уряду. Офіцери тримали в заручниках парламентаріїв і міністрів протягом 18 годин, протягом яких король Хуан Карлос I засудив переворот у телевізійному зверненні, закликаючи до верховенства права та демократичного уряду. Царська адреса фатально підірвала переворот. Незважаючи на постріли, наступного ранку заручники здалися, нікого не вбивши. 

## Передумови
Спроба державного перевороту була пов'язана з переходом Іспанії до демократії. Чотири чинники породили напруженість, яку не змогла стримати правляча коаліція консервативних партій Демократичний союз центру (UCD):
- майже 20% безробіття, відтік капіталу та 16% інфляції, які були спричинені економічною кризою
- труднощі з передачею управління іспанським регіонам
- посилення насильства з боку баскської терористичної групи ЕТА
- опозиція новонародженій демократії з боку збройних сил Іспанії

Перші ознаки неспокою в армії з'явилися в квітні 1977 року. Адмірал Піта да Вейга залишив посаду міністра військово-морського флоту та сформував Вищу раду армії. Це стало результатом незгоди Да Вейги з легалізацією Комуністичної партії Іспанії (PCE) 9 квітня 1977 року після різанини на острові Аточа, здійсненої неофашистськими терористами. У листопаді 1978 року військовий путч операції «Галаксія» було припинено. Її лідера, підполковника Антоніо Техеро, засудили до семи місяців ув'язнення.
У той час як підбурювальні настрої зростали в секторах військових і крайніх правих, уряд зіткнувся з серйозною кризою на початку десятиліття, і його позиція ставала все більш неспроможною протягом 1980 року. Ключовими подіями стали відставка міністра культури Мануеля Клаверо 15 січня; реструктуризація уряду 3 травня; голосування про недовіру Адольфо Суаресу, подане Іспанською соціалістичною робітничою партією (PSOE) між 28 та 30 травня; відставка 22 липня віце-президента Фернандо Абріла Марторелла, що спричинило нову перестановку у вересні; і обрання в жовтні Мігеля Ерреро Родрігеса де Міньона, альтернативного кандидата офіційної заявки на посаду президента центристської парламентської групи, яку просуває Суарес.
Зростання слабкості Суареса в центрі його власної партії призвело до того, що 29 січня 1981 року він пішов у відставку з посади прем'єр-міністра та президента UCD. 1 лютого «Almendros Collective» опублікував відверто повстанську статтю в ультраправій газеті El Alcázar, яка була рупором прихильників жорсткої лінії Бункера, включаючи Карлоса Аріаса Наварро, наступника Луїса Карреро Бланко на посаді прем'єр-міністра, і лідер франкістської партії Fuerza Nueva Блас Піньяр. З 2 по 4 лютого король і королева вирушили в Герніку, де депутати баскської сепаратистської партії Еррі Батасуна зустріли їх освистуванням, шипінням і різними інцидентами. 6 лютого було знайдено вбитим головного інженера ядерного проекту Lemoiz Хосе Марію Раяна, якого викрали кілька днів тому. Тим часом про промисловця Луїса Суньєра після його викрадення не було жодних новин.
У цій атмосфері зростаючої напруги почався процес вибору наступника Суареса. Між 6 і 9 лютого 2-й з'їзд UCD на Майорці чітко показав, що партія розпадається, і Агустін Родрігес Саагун був призначений виконуючим обов'язки прем'єр-міністра. 10 лютого Леопольдо Кальво Сотело було названо кандидатом на пост прем'єр-міністра.

## Політична точка спалаху
Напруженість досягла апогею 13 лютого, коли з’явилася новина про катування та вбивство в Карабанчелі Хосе Ігнасіо Аррегі, члена баскського націоналістичного руху ETA, якого 10 днів утримували без зв’язку з зовнішнім світом у Головному управлінні безпеки ( Dirección General de Seguridad). Після цього розпочався загальний страйк у регіоні Басків і гострі дебати між опозиційними парламентськими групами в Конгресі. Тоді уряд звільнив різних керівників міліції, а в МВС пішли у відставку на знак солідарності з мучителями. Газета El Alcázar назвала дії уряду проявом слабкості, який необхідно припинити.
На цьому надзвичайному фоні Кальво Сотело представив запропонований ним уряд 18 лютого, але під час голосування в Конгресі 20 лютого він не зміг отримати схвалення необхідної більшості для затвердження на посаді прем’єр-міністра, тому нове голосування було призначено на 23 числа: день, коли змовники обрали для своєї спроби державного перевороту. Як і планувалося, головними ініціаторами перевороту були б Техеро та генерал Хайме Міланс дель Бош, а другорядну роль відігравав генерал Альфонсо Армада, довірена особа короля Хуана Карлоса I.

## Переворот

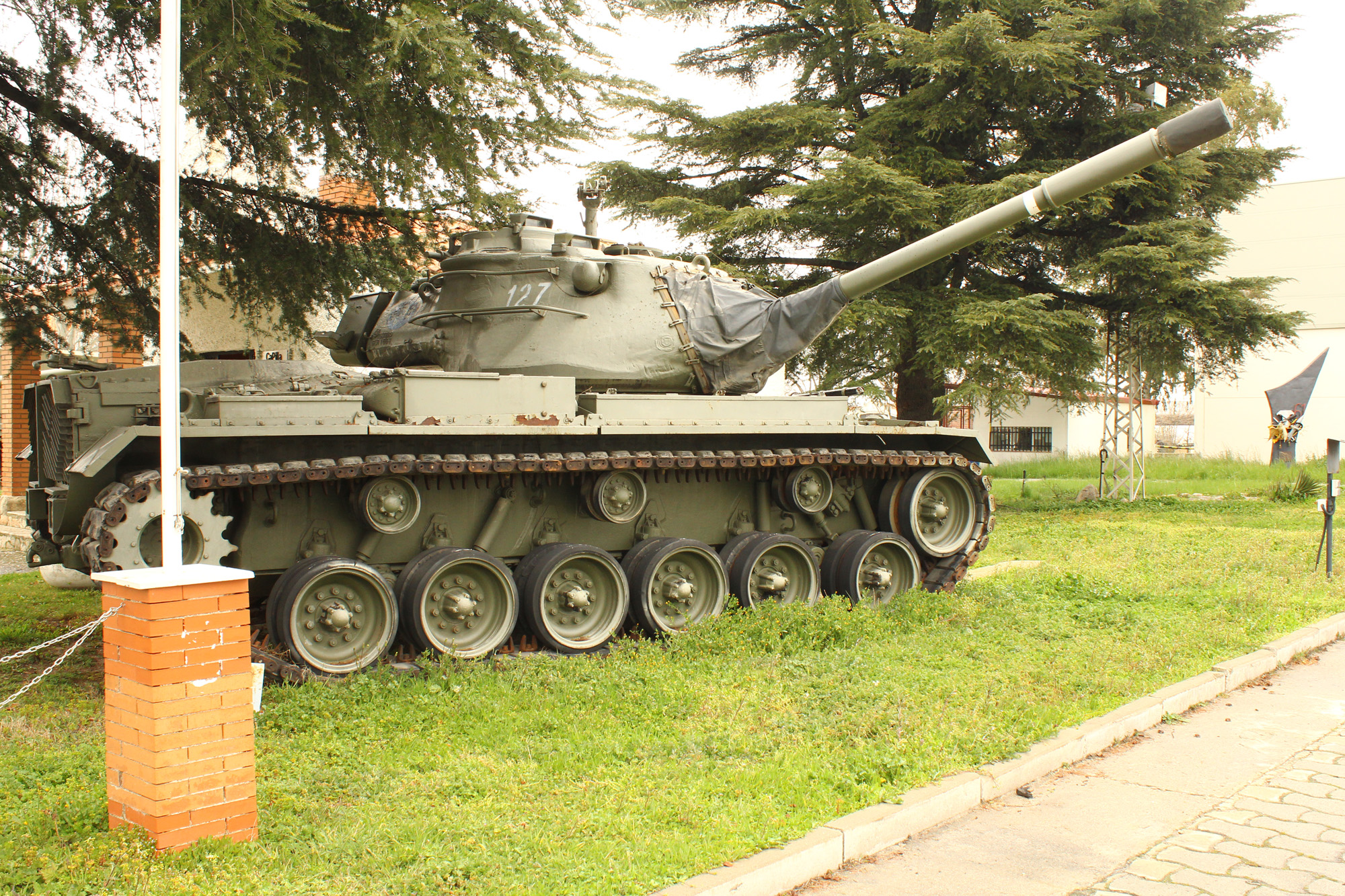
Один із танків M47 Patton іспанської армії, який був виведений на вулиці Валенсії генерал-капітаном Хайме Мілансом дель Бошем під час спроби державного перевороту 23 лютого 1981 року.

### Напад на З'їзд депутатів

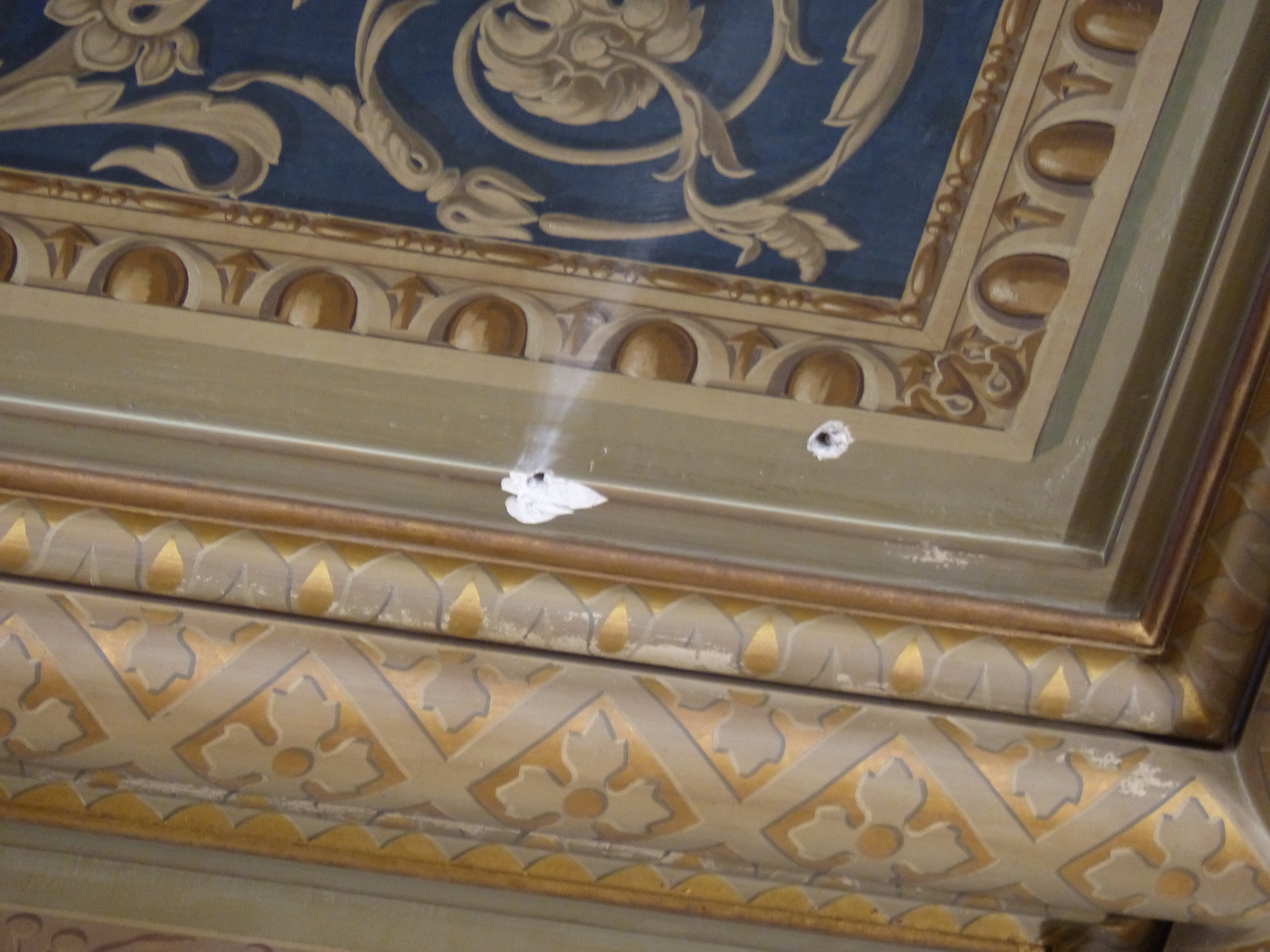
Дірки від куль на стелі зали пленарних засідань.

Кілька операторів і техніків TVE зняли майже півгодини події, надаючи світові аудіовізуальний запис спроби державного перевороту (який буде транслюватися через кілька годин після його завершення). Крім того, члени приватної радіостанції SER продовжували свою пряму трансляцію з відкритими мікрофонами з Конгресу депутатів, що означало, що широка громадськість могла стежити за розвитком подій по радіо. Тому цю дату іноді згадують як «Ніч транзисторних радіоприймачів» (La noche de los transistores).
О 18:00 у Конгресі депутатів почалося поіменне голосування за присягу (investidura) Леопольдо Кальво-Сотело як прем'єр-міністра. О 18:23, коли депутат від Соціалістичної партії Мануель Нуньєс Енкабо вставав, щоб проголосувати, 200 агентів Цивільної гвардії на чолі з підполковником Антоніо Техеро та озброєними автоматами увірвалися до палат Конгресу. Техеро негайно зайняв трибуну спікера та вигукнув: «¡Quieto todo el mundo!» («Ніхто не рухайся!»), наказуючи всім лягти на підлогу.
Більшість депутатів впали на підлогу, за винятком трьох: виконуючого обов’язки міністра оборони та віце-прем’єр-міністра генерала Мануеля Гутьєрреса Мелладо, виконуючого обов’язки прем’єр-міністра Адольфо Суареса та лідера Комуністичної партії Сантьяго Каррільйо, який спокійно закурив сигарету й залишився сидіти.
Як найвищий військовий чиновник, який був присутній, генерал армії (і віце-прем’єр-міністр) Гутьєррес Мелладо відмовився підкоритися, зіткнувшись із Техеро та наказавши йому встати та віддати зброю. Прем’єр-міністр, який залишив свою посаду, Адольфо Суарес зробив крок, щоб приєднатися до Гутьєрреса Мелладо, який ненадовго посварився з кількома цивільними охоронцями, поки Техеро не вистрілив у повітря, після чого послідувала тривала черга з автоматів з боку нападників. (Від пострілів поранено деяких відвідувачів у верхній галереї камери). Не злякавшись, 68-річний генерал Гутьєррес Мелладо відмовився сісти навіть після того, як Техеро безуспішно намагався повалити його на підлогу, але безуспішно. Їхня очна зустріч завершилася тим, що Техеро повернувся до трибуни, а Гутьєррес Мелладо повернувся на своє місце.
Незабаром після цього п'ять депутатів парламенту були відокремлені від решти: прем'єр-міністр Суарес; лідер опозиції Феліпе Гонсалес і його заступник Альфонсо Герра Гонсалес; Лідер Комуністичної партії Сантьяго Каррільйо; і міністр оборони Агустін Родрігес Саагун. Взявши в полон як виконавчу, так і законодавчу владу, повстанці сподівалися створити вакуум влади, який змусить встановити новий політичний порядок.
Майже в той самий час генерал-капітан Третього військового регіону Хайме Міланс дель Бош приєднався до перевороту, піднявши повстання у Валенсії, наказавши вивести танки на вулиці та оголосивши загальний надзвичайний стан, намагаючись переконати інших високопоставлених військових діячів приєднатися до нього в підтримці перевороту. О 21:00 того ж вечора директор національної безпеки Франциско Лаїна опублікував заяву на RTVE про те, що за вказівками короля Хуана Карлоса I буде сформовано тимчасовий уряд із заступниками секретарів різних міністерств, щоб забезпечити державне управління в альянсу з Асамблеєю начальників військових штабів (Junta de Jefes del Estado Mayor) і керував ним самим.
Переворот був різко засуджений країнами-членами ЄЕС, особливо тому, що Іспанія вела попередні переговори щодо членства (зрештою приєдналася в 1986 році). Прем'єр-міністр Великої Британії Маргарет Тетчер назвала переворот "терористичним актом". Державний секретар США Александр Хейг назвав переворот "внутрішньою справою".

## Спадщина

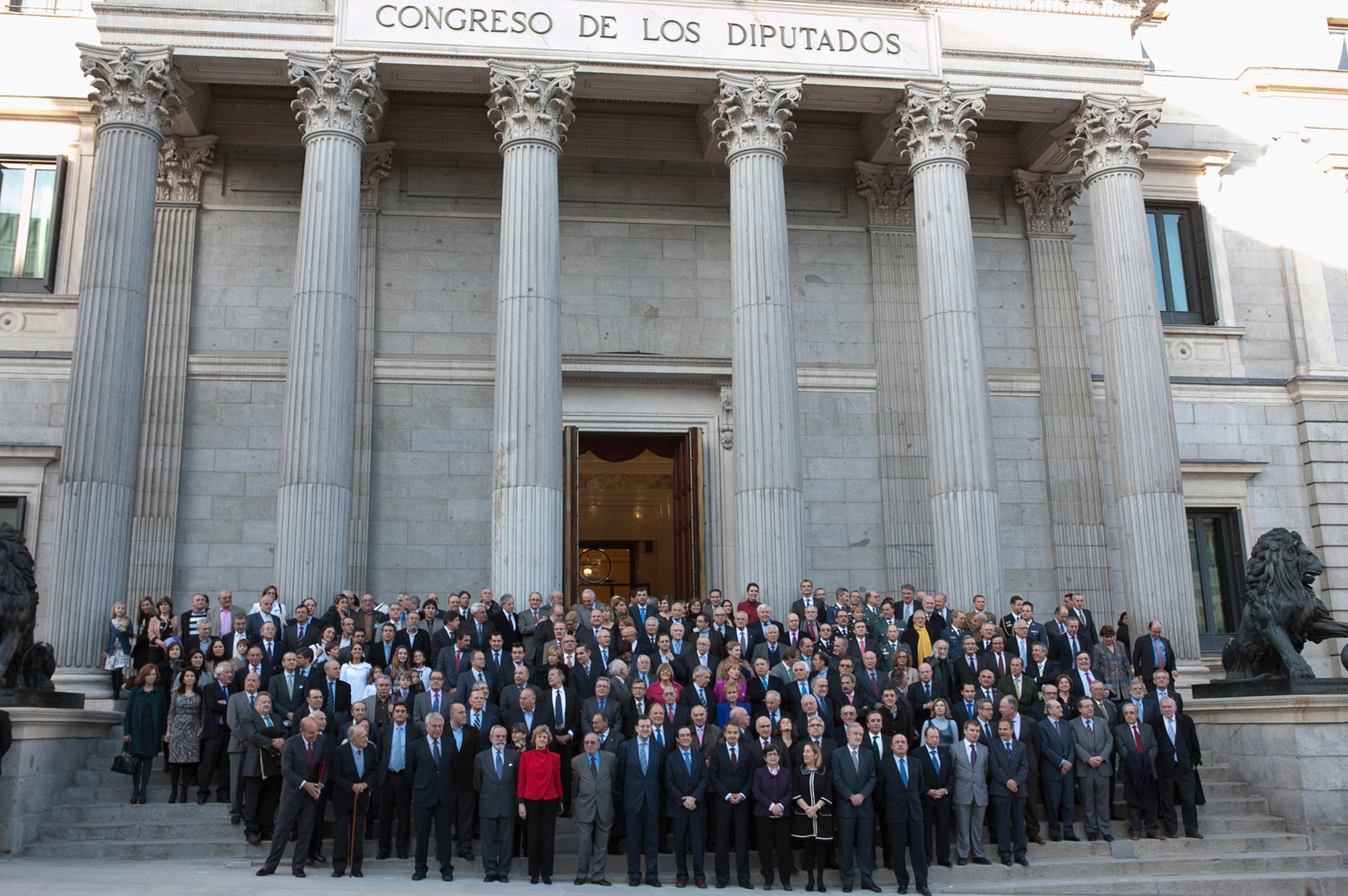
23 лютого 2011 року депутати та урядовці, захоплені в заручники під час невдалого державного перевороту, вшановують його 30-ту річницю.

Найбільш безпосереднім наслідком було те, що монархія як інституція вийшла після невдалого перевороту з надзвичайною легітимністю в очах громадськості та політичного класу. У довгостроковій перспективі провал перевороту можна вважати останньою серйозною спробою прихильників франкістської ідеології встановити якусь довгострокову владу в країні.
Вищий військовий суд, відомий як процес Кампаменто (juicio de Campamento), засудив Міланса дель Боша, Альфонсо Армаду та Антоніо Техеро Моліну до тридцяти років ув’язнення як ключових призвідників державного перевороту. Згодом тридцять осіб із близько 300 обвинувачених будуть засуджені за участь у перевороті.